# Разум
Разум је способност разборитог (логичког, критичког) мишљења, поимања и расуђивања. Разум такође означава више когнитивне функције људског ума. У психолошком смислу „разумски“ (рационални) доживљаји се често супротстављају „ирационалнима“ (нагонима, осећањима, тежњама). Разум је блиско повезан са таквим карактеристичним људским активностима као што су филозофија, наука, језик, математика и уметност, и обично се сматра изузетном способношћу коју поседују људи. Разум се понекад назива и рационалност.
Резонирање је повезано са чиновима размишљања и спознаје, и укључује употребу нечијег интелекта. Подручје логике проучава начине на које људи могу користити формално резоновање за стварање логички ваљаних аргумената. Резоновање се може поделити на облике логичког закључивања, као што су: дедуктивно закључивање, индуктивно закључивање и абдуктивно закључивање. Аристотел је направио разлику између логичког дискурзивног закључивања (правилан разум) и интуитивног закључивања, у којем процес закључивања путем интуиције - колико год био валидан - може тежити ка личном и субјективно неразумном. У неким друштвеним и политичким окружењима логички и интуитивни начини закључивања могу се сукобити, док се у другим контекстима интуиција и формални разум сматрају комплементарним, а не контрадикторним. На пример, у математици је интуиција често неопходна за креативне процесе укључене у долажење до формалног доказа, вероватно најтежег од формалних задатака резоновања.
Резонирање, попут навике или интуиције, један је од начина на који размишљање прелази с једне на сродну идеју. На пример, резоновање је начин на који рационални појединци схватају чулне информације из свог окружења или концептуализирају апстрактне дихотомије као што су узрок и последица, истина и лаж, или идеје у вези са појмовима добра или зла. Резоновање, као део извршног одлучивања, такође је блиско поистовећено са способношћу самосвесне промене, у смислу циљева, уверења, ставова, традиција и институција, те стога и са способношћу слободе и самоопредељења.
За разлику од употребе „разума” као апстрактне именице, разлог је разматрање које објашњава или оправдава догађаје, појаве или понашање. Разлози оправдавају одлуке, разлози подржавају објашњења природних појава; могу се дати разлози за објашњење поступака (понашања) појединаца.
Коришћење разума или закључивања такође се може јасније описати као пружање добрих или најбољих разлога. На пример, када се оцењује морална одлука, „морал је, у најмању руку, покушај да се властито понашање усмери разумом - то јест, учини оно што за то има најбоље разлоге“, а дајући једнаку [и непристрасну] тежину интересима свих оних на које утиче оно што се ради.”

## Разум у филозофији
Током повести филозофије однос разума и ума се различито одређивао. У старогрчкој филозофији се није правила строга разлика између ума и разума. Разликовање разума од ума вуче свој корен из Аристотеловог разликовања нус патхетикос и нус поиетикос. У средњовековној филозофији, Тома Аквински, разликује ум (лат. интелект) којим се непосредно (интуитивно) сазнаје истина, и разум (рацио) који заобилазно (дискурзивно) долази до истине.
Рацио (лат. ratio) је у филозофији ум или разум, а некада, и разлог постојања или делања. У ширем смислу, основни, користан пут и начин. Неки филозофи употребљавају израз рацио за ум, за разлику од разума (лат. intellectus), док неки истим термином означавају обоје (ум и разум), а неки чак и само разум.
Рацио такође може значити и разлог, тј. оно због чега тврдимо да нешто јесте тако како јесте. У том смислу се разликује: 
- ratio essendi — разлог бивствовања,
- ratio fiendi — разлог бивања, исто што и узрок;
- ratio agendi — разлог деловања, исто што и мотив,
- ratio cognoscendi — разлог спознавања, разлог у ужем смислу речи.

### Шопенхауер
Шопенхауер разумом назива „способност повезивања интуитивних представа сагласно принципу довољног разлога“, а умом „способност формирања апстрактних појмова и њиховог комбиновања у расуђивању и умовању“.

### Кант
Кант уводи хијерархију „сазнајних моћи“, разликујући разум (нем. Verstand), као ужу спознајну моћ, и ум (нем. Vernunft), као ширу и вишу, која у себи поред чулности обухвата и разум и стварање идеја.
| „                                                                           | Све наше сазнање почиње чулима, прелази од њих на разум и завршава се умом. | ” |
| — Имануел Кант, Критика чистог ума, Трансц. дијалектика, Увод, О уму уопште |                                                                             |   |

За Канта, разум чине априорне функције којима се чулни утисци претварају у предмете искуства, појмове и судове, док је ум раван директивних идеја, највиших јединстава мисаоне дјелатности.

### Хегел
Хегел разум поставља на најнижу тачку лествице, у сферу апстрактне одређености, у сферу „коначног“, па му је разумска логика она која се изграђује у непремостивој одвојености (апстракцији) субјекта од објекта и којој је непротивречност њених фиксираних форми основно мерило истинитости.